# 刘浩清
刘浩清(1919年—2016年8月18日)，香港石油大王，航运业企业家，慈善家。曾任香港东方石油董事长。

## 生平
生于江苏宝山（今上海），祖籍浙江宁波，妻刘孔爱菊，有六位子女。1935年，赴上海外商商行做学徒。1938年，在上海合资开设五金厂。1943年，在上海创立中华轧钢厂。1946年，出任大中华轮船公司总经理。
抗日战争时期，曾参军参战。国共内战期间，曾驾驶“大江”号轮船赴青岛，支援解放军海运。1949年12月，变卖香港家产，返回广州、上海参加中华人民共和国建立初期工业建设，在广州兼任中南打捞公司总经理。抗美援朝战争爆发后，捐献飞机一架。被选为广州市第一届全国人民代表大会人民代表。
后赴香港再次创业。1972年，始涉足香港石油业。在香港创建东方石油，任董事长。被誉为香港“石油大王”。除石油业外，在香港经营十几家企业，横跨石油、钢铁、航运、进出口等诸多领域。
1977年，改革开放，合资在中国广州郊区开办中国大陆首座机械化养鸡场。
2016年8月18日，刘浩清在香港去世，終年97歲。

## 慈善
1978年起，在家乡上海/宁波，大连、重庆等城市捐助教育、公共设施多项。
- 1986年，在香港设立刘浩清教育基金[6]。
- 1993年，在上海海事大学创立教育基金会[7][4]。
- 2006年，斥资2000万人民币，在上海复旦大学创立“复旦-浩清特聘教授岗位奖励基金”[6]。
- 2007年，捐资1000万港币予香港浸会大学[8]。
- 2008年，捐资500万人民币，在宁波大学设立教育基金[4]。
- 刘浩清家族史料收藏于宁波帮博物馆[9]，2007年获得宁波市荣誉市民称号[10]。
- 刘浩清的長子劉鐵成（劉佳航、劉佳韻、劉佳業的父親）為人低調，但亦有參與一些社會公益事務，身兼香港中華總商會常務會董、香港工業總會（能源及電力）主席、全港各區工商聯名譽會長及劉浩清教育基金董事總經理等，並曾擔任上海市政協常委、仁愛堂第二十三屆主席。[11]

## 政经委任
在香港工业同业工会和中国政界有诸多委任，包括：
- 广州市第一届全国人民代表大会人民代表
- 香港石油化工同业商会名誉会长
- 港九钢材五金进出口商会名誉会长
- 中国人民政治协商会议第八、九届委员
- 香港特別行政區第一屆政府推選委員會委员
- 浙江海外联谊会第三届理事会名誉会长荣誉顾问[12]

## 家庭成員
刘浩清和太太刘孔爱菊有六名子女：劉鐵成、劉如成、劉意成、劉嶺波、劉順波、劉平波。

## 逸事
刘浩清对故乡浙江的越剧非常喜爱并擅长，曾与越剧名伶王文娟、金采凤、钱惠丽、单仰萍、方亚芬、徐玉兰等曾同台唱演，为一时佳话。并在香港推广越剧。

## 专著
- 《香港石油巨子：刘浩清传》，姬婉 著，香港東方出版中心出版，ISBN 9787801869722。